# Caravanserai
| Recensione              | Giudizio            |
| ----------------------- | ------------------- |
| AllMusic                |                     |
| Robert Christgau        | B-                  |
| The Music Box           |                     |
| Piero Scaruffi          |                     |
| Ondarock                | (Disco consigliato) |
| Dizionario del Pop-Rock |                     |
| 24.000 dischi           |                     |

Caravanserai è un album dei Santana, pubblicato nel 1972. È stato l'ultimo album di Santana con la partecipazione di Gregg Rolie e Neal Schon, che in seguito lasciarono la band e fondarono i Journey l'anno seguente.

## Descrizione
Caravanserai ha rappresentato un importante punto di svolta nella carriera di Santana, mostrando un netto distacco dai suoi primi tre album. Il 1971 ha segnato anche la partenza dell'originale bassista della band David Brown, che fu sostituito da Doug Rauch e Tom Rutlay e del percussionista Mike Carabello che fu sostituito da Armando Peraza. Il tastierista Gregg Rolie è stato sostituito, per un paio di brani, da Tom Coster.
Il "sound" di quest'album si distacca molto dal primordiale ritmo di Santana, che mescolava salsa, rock e jazz. L'album è caratterizzato da molti passaggi strumentali che prevalgono sui brani cantati. Caravanserai è il primo di una serie di album di Santana che sono noti per la loro sempre più crescente complessità musicale, che segna il passaggio dal popolare rock dei primi tre album a un sound molto più jazz.
Nel 1998, la Sony Music Entertainment, ha pubblicato in Giappone una versione dell'album in formato SACD. Nel 2003 viene pubblicata la versione CD dell'album, rimasterizzata per una migliore qualità audio.
La copertina originale del disco presentava una citazione del filosofo indù Paramahansa Yogananda:

## Successo commerciale
Nel 1972 Caravanserai raggiunse l'ottava posizione nella classifica statunitense Billboard 200, la terza nei Paesi Bassi e la decima in Norvegia.
Tuttavia, mentre Caravanserai venne considerato un grande successo artistico, il 1972 segnò il declino musicale della band che la porta a un minor successo commerciale, almeno fino al 1999, con l'arrivo dell'album di maggiore successo della storia della band: Supernatural.

## Tracce

### LP
Lato A (AL 31610)
1. Eternal Caravan of Reincarnation – 4:25 (musica: Michael Shrieve, Tom Rutley, Neal Schon) – Registrato il 20 aprile 1972
2. Waves Within – 3:54 (musica: Gregg Rolie, Carlos Santana, Doug Rauch) – Registrato il 10 aprile 1972
3. Look Up (To See What's Coming Down) – 2:55 (musica: Doug Rauch, Gregg Rolie, Carlos Santana) – Registrato il 22 febbraio 1972
4. Just in Time to See the Sun – 2:13 (Michael Shrieve, Carlos Santana, Gregg Rolie) – Registrato il 21 febbraio 1972
5. Song of the Wind – 6:03 (musica: Gregg Rolie, Neal Schon, Carlos Santana) – Registrato il 5 maggio 1972
6. All the Love of the Universe – 7:39 (Carlos Santana, Neal Schon) – Registrato il 6 aprile 1972

Lato B (BL 31610)
1. Future Primitive – 4:20 (musica: José Chepito Areas, James "Mingo" Lewis) – Registrato il 23 febbraio 1972
2. Stone Flower – 6:05 (testo: Michael Shrieve, Carlos Santana – musica: Antônio Carlos Jobim) – Registrato il 4 aprile 1972
3. La fuente del ritmo – 4:30 (musica: James "Mingo" Lewis) – Registrato il 1º marzo 1972
4. Every Step of the Way – 9:06 (musica: Michael Shrieve) – Registrato il 1º marzo 1972

## Musicisti
Eternal Caravan of Reincarnation
- Carlos Santana – percussioni
- Hadley Caliman – sassofono (introduzione)
- Neal Schon – chitarra
- Wendy Haas – pianoforte
- Tom Rutley – basso acustico
- Mike Shrieve – batteria
- James "Mingo" Lewis – percussioni

Waves Within
- Carlos Santana – chitarra solista
- Douglas Rauch – chitarra, basso
- Douglas Rodrigues – chitarra
- Gregg Rolie – organo
- Mike Shrieve – batteria
- James "Mingo" Lewis – congas
- José Chepito Areas – timbales

Look Up (To See What's Coming Down)
- Carlos Santana – chitarra solista
- Douglas Rauch – chitarra, basso
- Neal Schon – chitarra
- Gregg Rolie – organo
- Mike Shrieve – batteria
- James "Mingo" Lewis – congas
- José Chepito Areas – timbales

Just in Time to See the Sun
- Carlos Santana – chitarra solista
- Neal Schon – chitarra
- Gregg Rolie – organo
- Douglas Rauch – basso
- Mike Shrieve – batteria
- James "Mingo" Lewis – congas
- José Chepito Areas – timbales

Song of the Wind
- Carlos Santana – chitarra
- Neal Schon – chitarra
- Douglas Rauch – basso
- Gregg Rolie – organo
- Mike Shrieve – batteria
- James "Mingo" Lewis – congas

All the Love of the Universe
- Carlos Santana – chitarra, cori
- Neal Schon – chitarra
- Gregg Rolie – organo, pianoforte
- Douglas Rauch – basso
- Tom Rutley – basso acustico
- Mike Shrieve – batteria
- James "Mingo" Lewis – congas, cori
- José Chepito Areas – timbales
- Lenny White – nacchere
- Rico Reyes – cori

Future Primitive
- José Chepito Areas – congas, timbales
- James "Mingo" Lewis – congas, bongos

Stone Flower
- Carlos Santana – chitarra solista, percussioni
- Neal Schon – chitarra
- Tom Rutley – basso acustico
- Gregg Rolie – organo
- Wendy Haas – pianoforte
- Mike Shrieve – batteria
- James "Mingo" Lewis – congas, percussioni
- José Chepito Areas – bongos
- Armando Peraza – percussioni

La fuente del ritmo
- Carlos Santana – chitarra solista
- Neal Schon – chitarra
- Tom Rutley – basso acustico
- Gregg Rolie – organo
- James "Mingo" Lewis – pianoforte acustico, congas, percussioni
- Tom Coster – pianoforte elettrico
- Mike Shrieve – batteria
- José Chepito Areas – timbales
- Armando Peraza – bongos

Every Step of the Way
- Carlos Santana – chitarra
- Neal Schon – chitarra
- Tom Rutley – basso acustico
- Gregg Rolie – organo
- José Chepito Areas – timbales
- James "Mingo" Lewis – congas
- Mike Shrieve – batteria
- Tom Harrell – arrangiamento orchestra

Note aggiuntive
- Carlos Santana e Mike Shrieve – produttori
- Glen Kolotkin e Mike Larner – ingegneri delle registrazioni
- Joan Chase – artwork copertina album originale[16]

## Classifica
Album
| Anno | Classifica                 | Posizione raggiunta |
| ---- | -------------------------- | ------------------- |
| 1972 | Billboard 200              | 8                   |
| 1972 | Official Albums Chart      | 6                   |
| 1972 | Dutch Charts               | 3                   |
| 1972 | Offizielle Deutsche Charts | 13                  |
| 1972 | Norwegiancharts.com        | 10                  |